# Twentse derby
De Twentse derby is de naam die gegeven wordt aan voetbalwedstrijden tussen de clubs FC Twente en Heracles Almelo, die beide afkomstig zijn uit de streek Twente in Overijssel. De derby wordt gespeeld sinds 1965, toen Sportclub Enschede en de Enschedese Boys fuseerden tot FC Twente. Sinds Heracles in 2005 promoveerde naar de Eredivisie wordt de derby weer regelmatig gespeeld.

## Geschiedenis
Toen de Enschedese clubs Sportclub Enschede en de Enschedese Boys in 1965 fuseerden tot FC Twente, waren er nog twee profclubs uit de streek Twente actief in de Eredivisie. De eerste derby tussen beide clubs werd gespeeld op 9 september 1965 in Stadion Het Diekman voor 17.000 toeschouwers. FC Twente won de wedstrijd met 4–1. De wedstrijd in Almelo werd dat seizoen met 2–0 door Heracles gewonnen. De Almelose club degradeerde na dat seizoen echter naar de Eerste divisie, waardoor de derby een tijdje niet meer op het programma stond. In 1968 en 1973 kwamen de ploegen elkaar wel tegen in het bekertoernooi. Twente wist beide wedstrijden te winnen (1–0 en 4–0).
In seizoen 1983/84 speelden beide ploegen weer in dezelfde competitie toen FC Twente was gedegradeerd naar de Eerste divisie. Heracles wist in de eerste wedstrijd een gelijkspel te behalen in Enschede. In Almelo won Twente met 1–2. Daar FC Twente na één seizoen alweer promoveerde naar de Eredivisie werd in seizoen 1984/85 de derby niet gespeeld. Een jaar later promoveerde Heracles ook naar de Eredivisie. De Almeloërs beleefden een slecht seizoen en degradeerden direct weer, maar de onderlinge duels tegen FC Twente werden niet verloren. In Enschede werd zelfs een sensationele 0-3 zege geboekt.
De clubs werden nog tweemaal aan elkaar gekoppeld in het bekertoernooi, alvorens de Heraclieden weer promoveerden naar de Eredivisie in 2005/06. Bij het kampioenschap in de Eerste divisie schreeuwden de supporters van Heracles 'We gaan naar Enschede', uitkijkend naar de derby die weer plaats zou gaan vinden. Sindsdien heeft de derby al diverse malen plaatsgevonden, doorgaans met winst voor FC Twente. In het seizoen 2006/07 wist Heracles echter thuis te winnen en uit een gelijkspel te behalen. In het seizoen 2011/12 herhaalde de club dit resultaat, met het verschil dat er thuis een puntendeling volgde, terwijl de wedstrijd in De Grolsch Veste werd gewonnen. Na het duel werd de spelersbus van de zwart-witten bij het Polman Stadion verwelkomd door honderden supporters, het feest verplaatste zich vervolgens naar de Almelose binnenstad. Assistent-trainer Hendrie Krüzen van Heracles was in euforie na de overwinning en gaf aan blij te zijn dat het voortaan eindelijk over de jongens gaat die in 2012 hebben gewonnen van het 'grote' FC Twente, en niet meer over het team van 27 jaar geleden. In seizoen 2018/19 vond de derby vanwege degradatie van FC Twente naar de Eerste divisie niet plaats. Het seizoen daarop speelden beide ploegen weer in de Eredivisie. Ook in seizoen 2022/23 vond de derby niet plaats en ditmaal vanwege degradatie van Heracles Almelo naar de Eerste divisie. Het seizoen daarop speelden beide ploegen weer in de Eredivisie.

## Wedstrijden
| Seizoen | Competitie     | Thuisploeg      | Uitslag | Uitploeg        | Doelpuntenmakers                                                                    | Doelpuntenmakers                                                   |
| Seizoen | Competitie     | Thuisploeg      | Uitslag | Uitploeg        | Thuisploeg                                                                          | Uitploeg                                                           |
| ------- | -------------- | --------------- | ------- | --------------- | ----------------------------------------------------------------------------------- | ------------------------------------------------------------------ |
| 1965/66 | Eredivisie     | FC Twente '65   | 4–1     | Heracles        | Dais ter Beek, Issy ten Donkelaar, Hans Roordink, Egbert ter Mors                   | Chris Hartjes                                                      |
| 1965/66 | Eredivisie     | Heracles        | 2–0     | FC Twente '65   | Herman Morsink, Flip Stapper                                                        |                                                                    |
| 1967/68 | KNVB Beker     | FC Twente '65   | 1–0     | Heracles        | Dick van Dijk                                                                       |                                                                    |
| 1972/73 | KNVB Beker     | FC Twente '65   | 4–0     | Heracles        | Jan Jeuring (2x), Theo Pahlplatz, Willy van de Kerkhof                              |                                                                    |
| 1983/84 | Eerste divisie | FC Twente       | 1–1     | SC Heracles '74 | Billy Ashcroft                                                                      | John ter Mors                                                      |
| 1983/84 | Eerste divisie | SC Heracles '74 | 1–2     | FC Twente       | Rob Poell                                                                           | Michael Birkedal, Billy Ashcroft                                   |
| 1985/86 | Eredivisie     | FC Twente       | 0–3     | SC Heracles '74 |                                                                                     | John ter Mors (2x), Hendrie Krüzen                                 |
| 1985/86 | Eredivisie     | SC Heracles '74 | 0–0     | FC Twente       |                                                                                     |                                                                    |
| 1994/95 | KNVB Beker     | FC Twente       | 4–1     | SC Heracles '74 | Nico-Jan Hoogma, Rik Platvoet, Michael Mols, Arnold Bruggink                        | Klaas Vink                                                         |
| 1998/99 | KNVB Beker     | Heracles Almelo | 1–2     | FC Twente       | Ruben Klaver                                                                        | Theo ten Caat, Jan Vennegoor of Hesselink                          |
| 2005/06 | Eredivisie     | Heracles Almelo | 0–4     | FC Twente       |                                                                                     | Daniel Majstorović, Kennedy Bakırcıoğlu, Ramon Zomer, Blaise Nkufo |
| 2005/06 | Eredivisie     | FC Twente       | 2–0     | Heracles Almelo | Sharbel Touma, Patrick Gerritsen                                                    |                                                                    |
| 2006/07 | Eredivisie     | Heracles Almelo | 3–0     | FC Twente       | Kwame Quansah, Stefaan Tanghe, Diego Biseswar                                       |                                                                    |
| 2006/07 | Eredivisie     | FC Twente       | 1–1     | Heracles Almelo | Karim El Ahmadi                                                                     | Igor Gluščević                                                     |
| 2007/08 | Eredivisie     | Heracles Almelo | 0–3     | FC Twente       |                                                                                     | Romano Denneboom, Blaise Nkufo, Orlando Engelaar                   |
| 2007/08 | Eredivisie     | FC Twente       | 2–1     | Heracles Almelo | Eljero Elia, Blaise Nkufo                                                           | Gonzalo García                                                     |
| 2008/09 | Eredivisie     | FC Twente       | 2–0     | Heracles Almelo | Marko Arnautović, Eljero Elia                                                       |                                                                    |
| 2008/09 | Eredivisie     | Heracles Almelo | 1–2     | FC Twente       | Ricky van den Bergh                                                                 | Kenneth Pérez, Marko Arnautović                                    |
| 2009/10 | Eredivisie     | Heracles Almelo | 1–3     | FC Twente       | Everton                                                                             | Bryan Ruiz, Blaise Nkufo, Theo Janssen                             |
| 2009/10 | Eredivisie     | FC Twente       | 2–0     | Heracles Almelo | Bryan Ruiz, Blaise Nkufo                                                            |                                                                    |
| 2010/11 | Eredivisie     | Heracles Almelo | 0–0     | FC Twente       |                                                                                     |                                                                    |
| 2010/11 | Eredivisie     | FC Twente       | 5–0     | Heracles Almelo | Marc Janko (4x), Luuk de Jong                                                       |                                                                    |
| 2011/12 | Eredivisie     | Heracles Almelo | 1–1     | FC Twente       | Lerin Duarte                                                                        | Peter Wisgerhof                                                    |
| 2011/12 | Eredivisie     | FC Twente       | 2–3     | Heracles Almelo | Luuk de Jong (2x)                                                                   | Everton (2x), Darl Douglas                                         |
| 2012/13 | Eredivisie     | FC Twente       | 3–2     | Heracles Almelo | Nacer Chadli, Edwin Gyasi, Luc Castaignos                                           | Marko Vejinović, Thomas Bruns                                      |
| 2012/13 | Eredivisie     | Heracles Almelo | 1–1     | FC Twente       | Thomas Bruns                                                                        | Leroy Fer                                                          |
| 2013/14 | Eredivisie     | Heracles Almelo | 0–3     | FC Twente       |                                                                                     | Rasmus Bengtsson, Kyle Ebecilio, Dušan Tadić                       |
| 2013/14 | Eredivisie     | FC Twente       | 3–1     | Heracles Almelo | Quincy Promes, Luc Castaignos, Dušan Tadić                                          | Mark Uth                                                           |
| 2014/15 | Eredivisie     | Heracles Almelo | 1–4     | FC Twente       | Wout Weghorst                                                                       | Luc Castaignos (2x), Hakim Ziyech, Youness Mokhtar                 |
| 2014/15 | Eredivisie     | FC Twente       | 2–0     | Heracles Almelo | Jesús Corona, Bilal Ould-Chikh                                                      |                                                                    |
| 2015/16 | Eredivisie     | Heracles Almelo | 2–0     | FC Twente       | Ilias Bel Hassani, Wout Weghorst                                                    |                                                                    |
| 2015/16 | Eredivisie     | FC Twente       | 4–0     | Heracles Almelo | Chinedu Ede (2x), Hakim Ziyech, Hidde ter Avest                                     |                                                                    |
| 2016/17 | Eredivisie     | Heracles Almelo | 1–1     | FC Twente       | Samuel Armenteros                                                                   | Mateusz Klich                                                      |
| 2016/17 | Eredivisie     | FC Twente       | 1–0     | Heracles Almelo | Joachim Andersen                                                                    |                                                                    |
| 2017/18 | Eredivisie     | FC Twente       | 2–1     | Heracles Almelo | Fredrik Jensen, Danny Holla                                                         | Paul Gladon                                                        |
| 2017/18 | Eredivisie     | Heracles Almelo | 2–1     | FC Twente       | Kristoffer Peterson, Adam Maher (e.d.)                                              | Adnane Tighadouini                                                 |
| 2019/20 | Eredivisie     | FC Twente       | 2–3     | Heracles Almelo | Aitor Cantalapiedra, Emil Berggreen                                                 | Mauro Júnior (2x), Cyriel Dessers                                  |
| 2019/20 | Eredivisie     | Heracles Almelo | *       | FC Twente       |                                                                                     |                                                                    |
| 2020/21 | Eredivisie     | Heracles Almelo | 2–2     | FC Twente       | Ismail Azzaoui, Rai Vloet                                                           | Queensy Menig, Danilo                                              |
| 2020/21 | Eredivisie     | FC Twente       | 1–1     | Heracles Almelo | Danilo                                                                              | Mats Knoester                                                      |
| 2021/22 | Eredivisie     | FC Twente       | 1–0     | Heracles Almelo | Mees Hilgers                                                                        |                                                                    |
| 2021/22 | Eredivisie     | Heracles Almelo | 1–1     | FC Twente       | Noah Fadiga                                                                         | Gijs Smal                                                          |
| 2023/24 | Eredivisie     | Heracles Almelo | 2–2     | FC Twente       | Mario Engels, Sven Sonnenberg                                                       | Daan Rots, Sem Steijn                                              |
| 2023/24 | Eredivisie     | FC Twente       | 1–0     | Heracles Almelo | Myron Boadu                                                                         |                                                                    |
| 2024/25 | Eredivisie     | FC Twente       | 5–0     | Heracles Almelo | Anass Salah-Eddine, Mees Hilgers, Sam Lammers, Michel Vlap, Mimeirhel Benita (e.d.) |                                                                    |
| 2024/25 | Eredivisie     | Heracles Almelo | 2–1     | FC Twente       | Jizz Hornkamp (2x)                                                                  | Sayfallah Ltaief                                                   |

### Wedstrijdstatistieken
| Wedstrijdstatistieken | Wedstrijdstatistieken | Wedstrijdstatistieken | Wedstrijdstatistieken | Wedstrijdstatistieken | Wedstrijdstatistieken | Wedstrijdstatistieken |
| Competitie            | Wedst.                | HER                   | Gelijk                | TWE                   | DHER                  | DTWE                  |
| --------------------- | --------------------- | --------------------- | --------------------- | --------------------- | --------------------- | --------------------- |
| Eredivisie            | 39                    | 8                     | 10                    | 21                    | 39                    | 74                    |
| Eerste divisie        | 2                     | 0                     | 1                     | 1                     | 2                     | 3                     |
| KNVB Beker            | 4                     | 0                     | 0                     | 4                     | 2                     | 11                    |
| TOTAAL                | 45                    | 8                     | 11                    | 26                    | 43                    | 88                    |

### Records
|                    | Thuis   | Uit     | Algemeen |
| ------------------ | ------- | ------- | -------- |
| Grootste winst     | 5 – 0   | 0 – 4   | 5 – 0    |
| Langst ongeslagen  | 7 duels | 5 duels | 10 duels |
| Langste winstreeks | 4 duels | 3 duels | 6 duels  |

|                    | Thuis   | Uit     | Algemeen |
| ------------------ | ------- | ------- | -------- |
| Grootste winst     | 3 – 0   | 0 – 3   | 3 – 0    |
| Langst ongeslagen  | 8 duels | 2 duels | 2 duels  |
| Langste winstreeks | 1 duel  | 1 duel  | 1 duel   |

### Topscorers

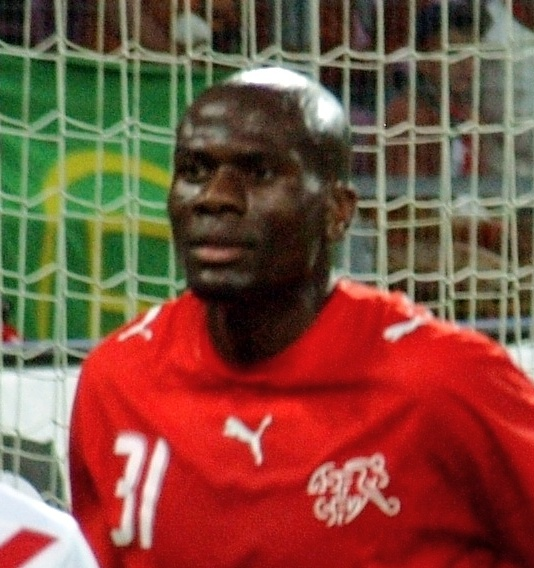
Blaise Nkufo scoorde vijf keer in de derby.

De volgende spelers hebben ten minste tweemaal gescoord in de derby.
| Land                 | Speler                  | Club(s)         | ERE | 1E | BEK | TOT | Jaren     |
| -------------------- | ----------------------- | --------------- | --- | -- | --- | --- | --------- |
| Vlag van Zwitserland | Blaise Nkufo            | FC Twente       | 5   | 0  | 0   | 5   | 2003-2010 |
| Vlag van Oostenrijk  | Marc Janko              | FC Twente       | 4   | 0  | 0   | 4   | 2010-2012 |
| Vlag van Nederland   | Luc Castaignos          | FC Twente       | 3   | 0  | 0   | 3   | 2012-2015 |
| Vlag van Nederland   | John ter Mors           | Heracles Almelo | 2   | 1  | 0   | 3   | 1983-1986 |
| Vlag van Brazilië    | Everton                 | Heracles Almelo | 3   | 0  | 0   | 3   | 2006-2012 |
| Vlag van Nederland   | Luuk de Jong            | FC Twente       | 3   | 0  | 0   | 3   | 2009-2012 |
| Vlag van Oostenrijk  | Marko Arnautović        | FC Twente       | 2   | 0  | 0   | 2   | 2007-2009 |
| Vlag van Engeland    | Billy Ashcroft          | FC Twente       | 0   | 2  | 0   | 2   | 1982-1985 |
| Vlag van Nederland   | Eljero Elia             | FC Twente       | 2   | 0  | 0   | 2   | 2007-2009 |
| Vlag van Nederland   | Jan Jeuring             | FC Twente       | 0   | 0  | 2   | 2   | 1966-1977 |
| Vlag van Costa Rica  | Bryan Ruiz              | FC Twente       | 2   | 0  | 0   | 2   | 2009-2011 |
| Vlag van Nederland   | Thomas Bruns            | Heracles Almelo | 2   | 0  | 0   | 2   | 2014-2015 |
| Vlag van Servië      | Dušan Tadić             | FC Twente       | 2   | 0  | 0   | 2   | 2014-2015 |
| Vlag van Nederland   | Wout Weghorst           | Heracles Almelo | 2   | 0  | 0   | 2   | 2014-2015 |
| Vlag van Marokko     | Hakim Ziyech            | FC Twente       | 2   | 0  | 0   | 2   | 2014-2016 |
| Vlag van Duitsland   | Chinedu Ede             | FC Twente       | 2   | 0  | 0   | 2   | 2015-2016 |
| Vlag van Brazilië    | Mauro Júnior            | Heracles Almelo | 2   | 0  | 0   | 2   | 2019-2020 |
| Vlag van Brazilië    | Danilo Pereira da Silva | FC Twente       | 2   | 0  | 0   | 2   | 2020-2021 |
| Vlag van Nederland   | Mees Hilgers            | FC Twente       | 2   | 0  | 0   | 2   | 2020-0000 |
| Vlag van Nederland   | Jizz Hornkamp           | Heracles Almelo | 2   | 0  | 0   | 2   | 2023-0000 |

### Overstappers
Door de jaren heen zijn er een aantal spelers geweest die voor beide clubs uitkwamen. Daar Heracles geruime tijd een divisie lager voetbalde dan FC Twente was de overstap naar Almelo gebruikelijker dan andersom. Opvallend is dat FC Twente's clubicoon, Epi Drost, juist van Heracles overkwam. Ook opvallend is dat FC Twente-speler Bryan Ruiz een stage afwerkte bij Heracles enkele jaren voordat Twente hem inlijfde. De Almeloërs konden destijds vanwege financiële redenen de aanvaller niet halen. Verder zijn er een aantal spelers zoals Qays Shayesteh en Gaby Jallo die voor Jong FC Twente speelden voordat ze naar Heracles vertrokken. Dit komt de laatste tijd steeds vaker voor als gevolg van de gezamenlijke voetbalacademie van de clubs.
Van FC Twente naar Heracles Almelo
- Jelle van Benthem, 2018

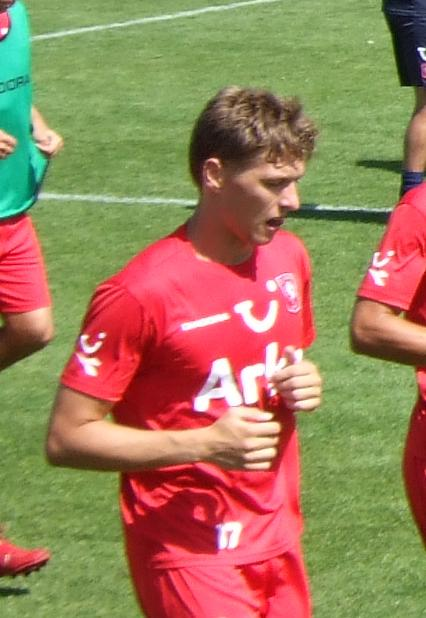
Alexander Bannink werd door FC Twente verhuurd aan Heracles.

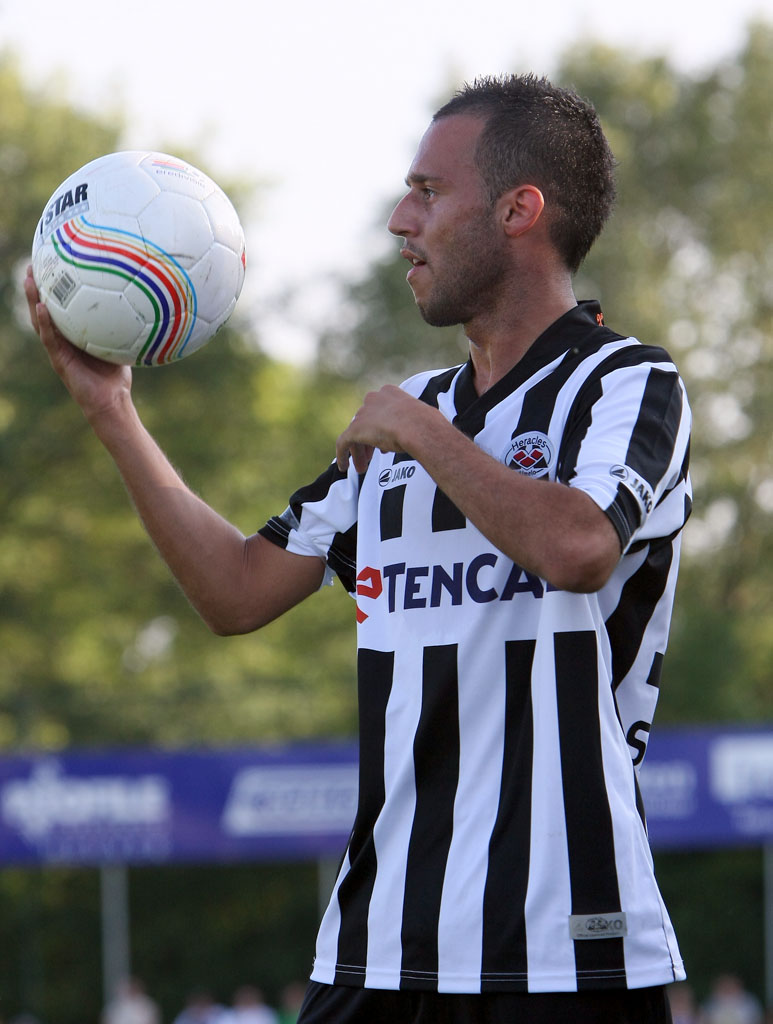
Qays Shayesteh speelde bij Jong FC Twente voordat hij in 2008 naar Heracles ging.

- Zeki Erkilinc, 2017 (huur)
- Joey Pelupessy, 2012
- Dario Vujičević, 2012
- Ninos Gouriye, 2012
- Ellery Cairo, 2010 — Speelde tussentijds voor SC Freiburg, Hertha BSC, Coventry City en NAC Breda
- Alexander Bannink, 2010 (huur)
- Andrej Rendla, 2010 (huur)
- Bartek Pacuszka, 2009 (huur)
- Resit Schuurman, 2009 — Speelde tussentijds voor De Graafschap
- Rahim Ouédraogo, 2007 — Speelde tussentijds voor Skoda Xanthi
- Remko Pasveer, 2006
- Jeffrey de Visscher, 2004 (huur)
- Nico-Jan Hoogma, 2004 — Speelde tussentijds voor Hamburger SV
- Kåre Becker, 2000 (huur)
- Rik Platvoet, 1999
- Achmed Kandai, 1999
- André Paus, 1997 — Speelde tussentijds voor Júbilo Iwata
- René Nijhuis, 1996 — Speelde tussentijds voor BVV Den Bosch en TOP Oss
- Edwin Hilgerink, 1994
- Erwin Leurink, 1994
- Manuel Sánchez Torres, 1992 — Speelde tussentijds voor Valencia CF, Roda JC en NEC
- Richard de Boer, 1992
- Michael Dikken, 1991 — Speelde tussentijds op huurbasis voor MVV
- Gino Weber, 1989
- Evert Bleuming, 1988 — Speelde tussentijds op huurbasis voor Go Ahead Eagles
- Dennis Brilhuis, 1988
- André van Benthem, 1987
- Ben Weber, 1987
- Marcel Fleer, 1987
- Tjalling Dilling, 1984 — Speelde tussentijds voor De Graafschap
- Ab Gritter, 1984 — Speelde tussentijds voor Kolding IF
- Kees van Ierssel, 1979
- Ron van Oosterom, 1979
- Paul Krabbe, 1978
- Kalle Oranen, 1977
- Ferry Pirard, 1973
- Issy ten Donkelaar, 1971
- Jan Bronkers, 1969
- Hans Roordink, 1966 (als onderdeel van een ruil met Epi Drost)

Van Heracles Almelo naar FC Twente
- Tim Breukers, 2012
- Glynor Plet, 2012 (€ 1.500.000[7])
- Flip Stapper, 1968
- Epi Drost, 1966 (ƒ 40,000 + Hans Roordink)
- Robin Pröpper, 2021

| Van FC Twente naar Heracles Almelo | 37 |
| Van Heracles Almelo naar FC Twente | 5  |
| Totaal                             | 42 |

## Voormalige Twentse derby's
Vanaf de oprichting van het betaald voetbal in Nederland zijn er meerdere clubs uit de regio Twente geweest. Zo waren er Tubantia uit Hengelo en VV Oldenzaal uit Oldenzaal. Deze clubs speelden toentertijd veelal op het derde niveau en het hoogste niveau voor de invoering van het betaald voetbal.

### Sportclub Enschede – Tubantia
| Seizoen | Competitie         | Thuisploeg         | Uitslag | Uitploeg           | Doelpuntenmakers | Doelpuntenmakers               |
| Seizoen | Competitie         | Thuisploeg         | Uitslag | Uitploeg           | Thuisploeg       | Uitploeg                       |
| ------- | ------------------ | ------------------ | ------- | ------------------ | ---------------- | ------------------------------ |
| 1945/46 | Eerste klasse Oost | Sportclub Enschede | 0–2     | Tubantia           |                  | Niet bekend                    |
| 1945/46 | Eerste klasse Oost | Tubantia           | 3–4     | Sportclub Enschede | Niet bekend      | Niet bekend                    |
| 1946/47 | Eerste klasse Oost | Tubantia           | 1–1     | Sportclub Enschede | Niet bekend      | Niet bekend                    |
| 1946/47 | Eerste klasse Oost | Sportclub Enschede | 6–1     | Tubantia           | Niet bekend      | Niet bekend                    |
| 1960/61 | KNVB Beker         | Sportclub Enschede | 1–3     | Tubantia           | André Hofman     | Jan Ruinemans (2x), Ton Dekker |

### Enschedese Boys – Oldenzaal
| Seizoen | Competitie       | Thuisploeg      | Uitslag | Uitploeg        | Doelpuntenmakers                             | Doelpuntenmakers                                  |
| Seizoen | Competitie       | Thuisploeg      | Uitslag | Uitploeg        | Thuisploeg                                   | Uitploeg                                          |
| ------- | ---------------- | --------------- | ------- | --------------- | -------------------------------------------- | ------------------------------------------------- |
| 1956/57 | Tweede divisie A | Enschedese Boys | 1–1     | Oldenzaal       | Waldemar Langwagen                           | Hennie Koopman                                    |
| 1956/57 | Tweede divisie A | Oldenzaal       | 2–2     | Enschedese Boys | Gerrit de Leeuw, Hennie Koopman              | Karl Schnitzler, Gerrit Nijsink                   |
| 1957/58 | Tweede divisie B | Oldenzaal       | 0–2     | Enschedese Boys |                                              | Hein Talman, Eddy vermeer (e.d.)                  |
| 1957/58 | Tweede divisie B | Enschedese Boys | 2–1     | Oldenzaal       | Gerrit Nijsink, Pierre Kerkhoffs             | Gerrit Kuiper                                     |
| 1958/59 | Tweede divisie B | Oldenzaal       | 2–1     | Enschedese Boys | Gerrit Kuiper (2x)                           | Pierre Kerkhoffs                                  |
| 1958/59 | Tweede divisie B | Enschedese Boys | 1–3     | Oldenzaal       | Jan Verhoeven                                | Gerrit Kuiper (2x), Hennie Koopman                |
| 1959/60 | Tweede divisie B | Oldenzaal       | 3–3     | Enschedese Boys | Henk Kalsbeek, Peter Hoomans, Hennie Koopman | Gerrit Moddejonge, Egbert ter Mors, Jan Verhoeven |
| 1959/60 | Tweede divisie B | Enschedese Boys | 0–0     | Oldenzaal       |                                              |                                                   |
| 1960/61 | KNVB Beker       | Oldenzaal       | 2–2     | Enschedese Boys | Peter Hoomans (2x)                           | Henk Leusink (2x)                                 |
| 1960/61 | KNVB Beker       | Oldenzaal       | 2–1     | Enschedese Boys | Herman Schouwink, Henk Renssen               | Abe Lenstra                                       |

### Heracles – Oldenzaal
| Seizoen | Competitie       | Thuisploeg | Uitslag | Uitploeg  | Doelpuntenmakers                                               | Doelpuntenmakers                            |
| Seizoen | Competitie       | Thuisploeg | Uitslag | Uitploeg  | Thuisploeg                                                     | Uitploeg                                    |
| ------- | ---------------- | ---------- | ------- | --------- | -------------------------------------------------------------- | ------------------------------------------- |
| 1956/57 | Tweede divisie A | Oldenzaal  | 1–1     | Heracles  | Gerrit Kuiper                                                  | Henk de Olde                                |
| 1956/57 | Tweede divisie A | Heracles   | 6–1     | Oldenzaal | Jacob Edel (3x), Herman Vrielink, Henk ten Brink, Jan Kamphuis | Toon Valks                                  |
| 1957/58 | Tweede divisie B | Heracles   | 2–2     | Oldenzaal | Joop Schuman, Roel Greving                                     | Jacob Edel, Toon Valks                      |
| 1957/58 | Tweede divisie B | Oldenzaal  | 0–3     | Heracles  |                                                                | Joop Schuman, Herman Vrielink, Steve Mokone |
| 1960/61 | KNVB Beker       | Oldenzaal  | 0–1     | Heracles  |                                                                | Herman Vrielink                             |

### Heracles – Rigtersbleek
| Seizoen | Competitie       | Thuisploeg   | Uitslag | Uitploeg     | Doelpuntenmakers                                  | Doelpuntenmakers                                  |
| Seizoen | Competitie       | Thuisploeg   | Uitslag | Uitploeg     | Thuisploeg                                        | Uitploeg                                          |
| ------- | ---------------- | ------------ | ------- | ------------ | ------------------------------------------------- | ------------------------------------------------- |
| 1954/55 | Eerste klasse B  | Heracles     | 1–4     | Rigtersbleek | Frits van der Elst                                | Wim Bleijenberg (2x), Henk Kastermans, Wim Terink |
| 1954/55 | Eerste klasse B  | Heracles     | 5–1     | Rigtersbleek | Henk ten Brink (2x), Henk de Olde (2x), Willy Mos | Wim Bleijenberg                                   |
| 1954/55 | Eerste klasse B  | Rigtersbleek | 1–1     | Heracles     | Gerrit Trooster                                   | Henk de Olde                                      |
| 1958/59 | Eerste divisie B | Heracles     | 2–2     | Rigtersbleek | Niet bekend                                       | Niet bekend                                       |
| 1958/59 | Eerste divisie B | Rigtersbleek | 3–0     | Heracles     | Niet bekend                                       |                                                   |

### Heracles – Tubantia
| Seizoen | Competitie         | Thuisploeg | Uitslag | Uitploeg | Doelpuntenmakers              | Doelpuntenmakers                       |
| Seizoen | Competitie         | Thuisploeg | Uitslag | Uitploeg | Thuisploeg                    | Uitploeg                               |
| ------- | ------------------ | ---------- | ------- | -------- | ----------------------------- | -------------------------------------- |
| 1945/46 | Eerste klasse Oost | Tubantia   | 3–3     | Heracles | Niet bekend                   | Niet bekend                            |
| 1945/46 | Eerste klasse Oost | Heracles   | 3–0     | Tubantia | Niet bekend                   |                                        |
| 1946/47 | Eerste klasse Oost | Heracles   | 5–0     | Tubantia | Niet bekend                   |                                        |
| 1946/47 | Eerste klasse Oost | Tubantia   | 0–1     | Heracles |                               | Niet bekend                            |
| 1956/57 | Tweede divisie A   | Heracles   | 1–0     | Tubantia | Jan Kamphuis                  |                                        |
| 1956/57 | Tweede divisie A   | Tubantia   | 1–0     | Heracles | Chris Peddemors               |                                        |
| 1957/58 | Tweede divisie B   | Tubantia   | 0–3     | Heracles |                               | Herman Vrielink (2x), Jacques van Hout |
| 1957/58 | Tweede divisie B   | Heracles   | 2–1     | Tubantia | Herman Vrielink, Roel Greving | Frans Eppink                           |

### Oldenzaal – Rigtersbleek
| Seizoen | Competitie     | Thuisploeg   | Uitslag | Uitploeg     | Doelpuntenmakers                                       | Doelpuntenmakers              |
| Seizoen | Competitie     | Thuisploeg   | Uitslag | Uitploeg     | Thuisploeg                                             | Uitploeg                      |
| ------- | -------------- | ------------ | ------- | ------------ | ------------------------------------------------------ | ----------------------------- |
| 1960/61 | Tweede divisie | Rigtersbleek | 1–2     | Oldenzaal    | Frans Olde Riekerink                                   | Peter Hoomans, Hennie Koopman |
| 1960/61 | Tweede divisie | Oldenzaal    | 3–1     | Rigtersbleek | Johan Beuvink, Gerrit Kuiper, Herman Schouwink         | Frans Olde Riekerink          |
| 1960/61 | KNVB Beker     | Rigtersbleek | 3–1     | Oldenzaal    | Ben van der Haar, Willy Schepers, Frans Olde Riekerink | Herman Schouwink              |

### Rigtersbleek – Tubantia
| Seizoen | Competitie         | Thuisploeg   | Uitslag | Uitploeg     | Doelpuntenmakers                                         | Doelpuntenmakers                       |
| Seizoen | Competitie         | Thuisploeg   | Uitslag | Uitploeg     | Thuisploeg                                               | Uitploeg                               |
| ------- | ------------------ | ------------ | ------- | ------------ | -------------------------------------------------------- | -------------------------------------- |
| 1946/47 | Promotiecompetitie | Rigtersbleek | 3–0     | Tubantia     | Niet bekend                                              |                                        |
| 1946/47 | Promotiecompetitie | Tubantia     | 1–2     | Rigtersbleek | Niet bekend                                              | Niet bekend                            |
| 1960/61 | Tweede divisie     | Tubantia     | 4–0     | Rigtersbleek | Willy Roters (3x), Jan Ruinemans                         |                                        |
| 1960/61 | Tweede divisie     | Rigtersbleek | 3–2     | Tubantia     | Jacky Jurissen, Frans Olde Riekerink, Jan Olde Riekerink | Willy Roters, Bennie Haghuis           |
| 1960/61 | KNVB Beker         | Rigtersbleek | 2–3     | Tubantia     | Hennie Vrelink (2x)                                      | Gerrit Lippinkhof (2x), Willy Scholten |